# آبراهام آبراهامیان (دانشمند)
آبراهام آلکساندری آبراهامیان (ارمنی: Աբրահամ Ալեքսանդրի Աբրահամյան؛ انگلیسی: Abraham Aleksandri Abrahamian زادهٔ ۹ مارس ۱۹۱۲ - درگذشته ۱۱ نوامبر ۱۹۸۸) مهندس متخصص در زمینه فناوری رادیو و الکترونیک، فرد نظامی، استاد اهل ارمنستان بود.

## زندگی‌نامه
وی در ۹ مارس ۱۹۱۲ در قارص به دنیا آمد و در سال ۱۹۳۶ از دانشگاه فنی ارتباطات و اطلاعات مسکو فارغ‌التحصیل گشت. همچنین برندهٔ جوایزی همچون  (۱۹۸۳) و جایزه دولتی ارمنستان شوروی (۱۹۷۸) شده است. وی در ۱۱ نوامبر ۱۹۸۸ در سن ۷۶ سالگی در ایروان درگذشت.

## یادداشت
1. ↑  տեխնիկական գիտությունների դոկտոր
2. ↑  Մոսկվայի տեխնիկական կապի և ինֆորմատիկայի համալսարան
3. ↑  color and musical fountains in the centre of Yerevan.
4. ↑  ԽՍՀՄ-ում՝ առաջին գունաերաժշտական շատրվանների համալիրի նախագծող
5. ↑  Հայկական ՍՍՀ բարձրագույն դպրոցի վաստակավոր գործիչ
6. ↑  ռադիոտեխնիկա
7. ↑  Խարկովի ռադիոէլեկտրոնիկայի ազգային համալսարան
8. ↑  radio and electronics technique
9. ↑  Հայկական ՍՍՀ բարձրագույն դպրոցի վաստակավոր գործիչ